# Ushio (tàu khu trục Nhật) (1930)

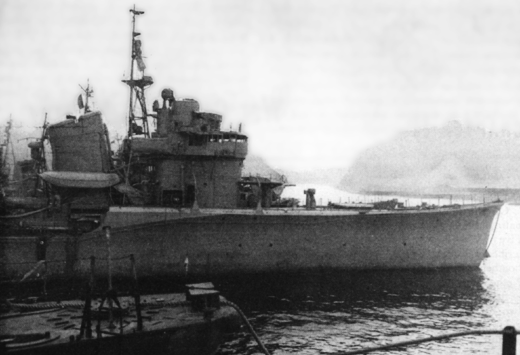
Tàu khu trục Ushio nhìn bên mạn tàu

Ushio (tiếng Nhật: 潮) là một tàu khu trục hạng nhất của Hải quân Đế quốc Nhật Bản, thuộc lớp Fubuki bao gồm hai mươi bốn chiếc, được chế tạo sau khi Chiến tranh Thế giới thứ nhất kết thúc. Khi được đưa vào hoạt động, những con tàu này là những tàu khu trục mạnh mẽ nhất thế giới. Chúng phục vụ như những tàu khu trục hàng đầu trong những năm 1930, và tiếp tục là những vũ khí lợi hại trong cuộc Chiến tranh Thái Bình Dương. Ushio là một trong số hai chiếc, trong tổng số 24 chiếc trong lớp còn sống sót qua Chiến tranh Thế giới thứ hai; nó cũng là chiếc duy nhất còn lại trong số 22 tàu chiến Nhật Bản từng tham gia cuộc tấn công Trân Châu Cảng.

## Thiết kế và chế tạo
Việc chế tạo lớp tàu khu trục Fubuki tiên tiến được chấp thuận vào năm tài chính 1923 như một phần của chương trình có tham vọng cung cấp cho Hải quân Đế quốc Nhật Bản một ưu thế về chất lượng so với những tàu chiến hiện đại nhất của thế giới. Khả năng thể hiện của lớp Fubuki là một bước nhảy vọt so với các thiết kế tàu khu trục trước đó, nên chúng được gọi là các "tàu khu trục đặc biệt" (tiếng Nhật: 特型 - Tokugata). Kích thước lớn, động cơ mạnh mẽ, tốc độ cao, bán kính hoạt động lớn và vũ khí trang bị mạnh chưa từng có khiến cho các tàu khu trục này có được hỏa lực tương đương nhiều tàu tuần dương hạng nhẹ của hải quân các nước khác. Ushio, được chế tạo tại hãng Uraga Dock Company, là chiếc thứ mười của một loạt tàu được cải tiến, bao gồm kiểu tháp pháo có thể nâng các khẩu pháo chính 127 mm (5 inch)/50 caliber Kiểu 3 lên một góc 75° so với nguyên thủy 40°, cho phép sử dụng chúng như pháo lưỡng dụng có thể chống lại máy bay.
Ushio được đặt lườn vào ngày 24 tháng 12 năm 1929. Nó được hạ thủy vào ngày 17 tháng 11 năm 1930 và đưa ra hoạt động vào ngày 15 tháng 11 năm 1931. Nguyên được dự định mang số hiệu đơn giản là "Tàu khu trục số 54", nó được hoàn tất dưới tên gọi Ushio.

## Lịch sử hoạt động
Sau sự kiện Thượng Hải năm 1932, Ushio được giao nhiệm vụ tuần tra trên sông Dương Tử. Vào năm 1935, sự cố đối với Hạm đội 4 Hải quân Đế quốc Nhật Bản, khi một số lớn tàu chiến bị hư hại bởi một cơn bão, đã khiến nó cùng với các tàu chị em phải nhanh chóng được cho quay trở lại ụ tàu để gia cường thêm lườn tàu và tăng thêm trọng lượng rẽ nước. Từ năm 1937, Ushio hỗ trợ cho các cuộc đổ bộ lực lượng Nhật Bản lên Thượng Hải và Hàng Châu. Từ năm 1940, nó được phân công tuần tra dọc theo bờ biển và hỗ trợ cho việc đổ bộ lên miền Nam Trung Quốc, và sau đó là việc chiếm đóng Đông Dương thuộc Pháp.
Vào lúc xảy ra cuộc tấn công Trân Châu Cảng, Ushio được phân về Hải đội Khu trục 7 thuộc Không hạm đội 1 Hải quân Đế quốc Nhật Bản, và đã được bố trí từ Căn cứ Không lực Hải quân Tateyama vào lực lượng đánh phá đảo san hô Midway vào giai đoạn mở màn của cuộc chiến tranh.
Ushio nằm trong thành phần hộ tống cho các tàu sân bay Hiryū và Sōryū trong cuộc không kích xuống Ambon. Sau đó nó nằm trong thành phần hộ tống cho các tàu tuần dương Nachi và Haguro trong cuộc tấn công của lực lượng Nhật Bản nhằm chiếm đóng Đông Ấn thuộc Hà Lan. Vào ngày 2 tháng 3 năm 1942, trong trận chiến biển Java Sea, Ushio đã trợ giúp vào việc đánh chìm tàu ngầm USS Perch bằng mìn sâu, và đã vớt 59 người sống sót. Nó quay trở về Xưởng hải quân Yokosuka để sửa chữa vào cuối tháng 3.
Vào cuối tháng 4, Ushio hộ tống cho tàu sân bay Shōkaku đi đến Truk tham gia Trận chiến biển Coral. Trong thời gian diễn ra trận Midway vào đầu tháng 6, Ushio tham gia lực lượng chiếm đóng quần đảo Aleut, rồi sau đó được cho đặt căn cứ tại Quân khu Bảo vệ Ōminato để tuần tra tại các vùng biển phía Bắc cho đến giữa tháng 7. Ngày 14 tháng 7, Ushio được điều về Hạm đội Liên hợp, và đã hộ tống thiết giáp hạm Yamato và tàu sân bay Taiyō trong trận chiến Đông Solomon vào ngày 24 tháng 8, và cùng với Yamato quay trở về Truk sau trận chiến. Trong suốt tháng 9, nó được phân công nhiều chuyến đi vận chuyển "Tốc hành Tokyo" đến nhiều địa điểm khác nhau trong khu vực quần đảo Solomon. Cho đến hết năm 1943, Ushio phục vụ trong vai trò hộ tống cho các tàu sân bay Unyō, Ryūhō, Zuihō và Taiyō trong nhiều hoạt động khác nhau giữa các đảo chính quốc Nhật Bản, Truk, Đông Ấn thuộc Hà Lan và Philippines.
Vào đầu năm 1944, Ushio được phân công nhiệm vụ hộ tống, hầu hết là các đoàn tàu vận tải chuyển binh lính từ Truk. Từ tháng 4 đến tháng 8, nó lại được đặt căn cứ tại Ōminato để tuần tra tại các vùng biển phía Bắc cũng như hộ tống các tàu bè đi lại giữa Hokkaidō với Yokosuka hoặc Kure. Trong trận chiến vịnh Leyte Ushio được tái bố trí vào Lực lượng nghi binh của Đô đốc Kiyohide Shima tham gia trận chiến eo biển Surigao vào ngày 24 tháng 10, rồi tiếp tục ở lại Manila sau trận đánh để hộ tống các đoàn tàu vận tải tại Philippine. Nó bị hư hại vào ngày 13 tháng 9 trong một cuộc không kích của máy bay Mỹ xuống Manila, trong đó động cơ bên mạn phải bị hỏng và 23 thành viên thủy thủ đoàn thiệt mạng. Sau khi được sửa chữa tại Singapore trong tháng 11, Ushio được phân về Hạm đội 2 Hải quân Đế quốc Nhật Bản. Trong tháng 12, nó đã trợ giúp cho chiếc tàu tuần dương Myōkō bị hư hại.
Được cho quay trở về Xưởng hải quân Yokosuka để sửa chữa, Ushio tiếp tục ở lại vùng biển nội địa cho đến Nhật Bản đầu hàng. Vào ngày 15 tháng 9 năm 1945, Ushio được rút khỏi danh sách Đăng bạ Hải quân. Nó bị tháo dỡ vào năm 1948.

## Danh sách thuyền trưởng
- Trung tá Takada Nagatake (sĩ quan trang bị trưởng): 1 tháng 4 năm 1931 - 31 tháng 10 năm 1931
- Thiếu tá Raizo Tanaka (sĩ quan trang bị trưởng): 31 tháng 10 năm 1931 - 14 tháng 11 năm 1931
- Thiếu tá Raizo Tanaka: 14 tháng 11 năm 1931 - 1 tháng 12 năm 1932; thăng Trung tá 1 tháng 12 năm 1931
- Trung tá Yoshiaki Inagaki: 1 tháng 12 năm 1932 - 15 tháng 11 năm 1933
- Trung tá Susumu Kimura: 15 tháng 11 năm 1933 - 15 tháng 11 năm 1934
- Thiếu tá Moichi Narita: 15 tháng 11 năm 1934 - 15 tháng 3 năm 1935
- Thiếu tá Yoshihisa Mori: 15 tháng 3 năm 1935 - 1 tháng 12 năm 1937; thăng Trung tá
- Trung tá Ranji Oe: 1 tháng 12 năm 1937 - 15 tháng 12 năm 1938
- Thiếu tá Masao Yamagawa: 15 tháng 12 năm 1938 - 15 tháng 10 năm 1940; thăng Trung tá 15 tháng 11 năm 1939
- Thiếu tá Kanji Yano: 15 tháng 10 năm 1940 - 1 tháng 10 năm 1941; thăng Trung tá 15 tháng 11 năm 1940
- Trung tá Yoshitake Uesugi: 1 tháng 10 năm 1941 - 20 tháng 1 năm 1943
- Trung tá Takeo Kanda: 20 tháng 1 năm 1943 - 3 tháng 7 năm 1943
- Thiếu tá Masaomi Araki: 3 tháng 7 năm 1943 - 9 tháng 2 năm 1945; thăng Trung tá 15 tháng 10 năm 1944
- Thiếu tá Fumio Sato: 9 tháng 2 năm 1945 - 15 tháng 8 năm 1945